# Antisymmetrische tensor
In wiskunde en theoretische natuurkunde, bedoelt men met  antisymmetrische tensor een tensor waarvan het teken omdraait onder een permutatie van twee indices. Een tensor van orde r is dus antisymmetrisch indien
{\displaystyle T_{i_{1}i_{2}\dots i_{j}\dots i_{k}\dots i_{r}}=-T_{i_{1}i_{2}\dots i_{k}\dots i_{j}\dots i_{r}}}
voor elke j en k. 

## Antisymmetrisatie
Men kan van elke tensor een antisymmetrische versie construeren, als volgt:
{\displaystyle T_{[i_{1}i_{2}\dots i_{r}]}={\frac {1}{r!}}\sum _{\sigma \in {\mathfrak {S}}_{r}}\Pi (\sigma )T_{i_{\sigma 1}i_{\sigma 2}\dots i_{\sigma r}}.}
Hierbij loopt de som over alle mogelijk permutaties en is {\displaystyle \Pi (\sigma )} de pariteit van de permutatie. In woorden: neem alle mogelijke permutaties van de indices, en geef ze een minteken indien de betreffende parmutatie overeenstemt met een oneven aantal wissels (negatieve pariteit). Voor een antisymmetrische tensor is dus 
{\displaystyle T_{[i_{1}i_{2}\dots i_{r}]}=T_{i_{1}i_{2}\dots i_{r}}}

## Voorbeelden
Veel tensoren die optreden in de natuurkunde zijn voor te stellen als antisymmetrische tensoren/tensorvelden. Ook het veelgebruikte antisymmetrische symbool is een voorbeeld van een antisymmetrische tensor. Tot slot komen er ook in de algemene relativiteitstheorie veel (deels) antisymmetrische tensoren voor: bijvoorbeeld de elektromagnetische tensor en de Riemann-tensor.